# Maria Olip
Maria Olip, geborene Županc (* 29. März 1913 in Ebriach; † 29. April 1943 in Wien), genannt auch Micka bzw. Mitzi,  war eine slowenische Widerstandskämpferin gegen den Nationalsozialismus in Kärnten.

## Leben
Die Arbeiterin Maria Županc war die Tochter der Keuschler Georg Županc und Barbara Pegrin. Sie war die Schwester von Ivan und Miha Županc, die ebenfalls beide im Widerstand waren. Sie hatte mit ihren Brüdern in Zauchen illegal unter der Führung von Valentin Kordesch in der KPÖ gearbeitet. Sie war verheiratet mit Max Olip aus Zell-Pfarre, dem Neffen von Thomas Olip (1884–1943). 
Für ihren Bruder Ivan Županc leistete die Arbeiterin in Eisenkappel Kurierdienste. Bei einem Vortrag ihres Bruders Ivan in der Keusche des Bruders Miha berichtete sie 1942, wie sie „nicht nur die Verbindung mit den alten Genossen halte, sondern auch mit einer Reihe von neuen Verbindung aufgenommen habe, und dass sie besonders versuchen werde, Soldaten, die in den Urlaub kommen, mit den Genossen zusammenzubringen, damit sie gewonnen werden könnten, sich auch den Partisanen anzuschließen.“ Im Auftrag von Franc Weinzierl ließ sie Johann Rozmann in Klagenfurt einen Brief zukommen, in dem er zur Mitarbeit bei den Partisanen aufgefordert wurde. Sie half Franc Pasterk, der von der Wehrmacht auf Heimaturlaub war, in Klagenfurt bei der Flucht zu den Partisanen nach Oberkrain. Den Deutschen fiel Mitte September 1942 nach einem Gefecht mit dem 2. slowenischen Kokra-Bataillon ein slowenischer Brief Županc’ in die Hände, in dem auch von der „erkrankten Schwester“ die Rede war; damit wurde Mitzis Verstrickung mit der Osvobodilna Fronta (OF) offenbar.
Am 11. November 1942 kamen zwei angebliche Partisanen, Helmut Sovetz und Felix Koprivnik, zur Golopkeusche auf dem Waschnigberg bei Ebriach. Sovetz freundete sich mit Maria an, die ihn für einen kommunistisch gesinnten Holzarbeiter hielt und ihm von einem bevorstehenden Treffen mit Partisanen erzählte. Am Abend kam Mitzi dann mit zwei Männern. Dabei wurden sie von der SS überrascht. Offensichtlich war Mitzi zwei Spitzeln aufgesessen. Beim Abtransport des Verwundeten sprang Mitzi plötzlich ins Gebüsch und war verschwunden. Beim Rückweg nach Eisenkappel wurde sie am nächsten Tag bei einer Suchaktion bei der Ebriacher Brücke gefunden und von einer SS-Streife festgenommen. Maria Haller sah später im Klagenfurter Gefängnis Mitzi noch einmal an einem Duschtag; sie hatte Wunden von der Folter am ganzen Körper. Vom Volksgerichtshof wird sie als „fanatische Hasserin und Hetzerin“ und „Flintenweib“ bezeichnet.
Mitzi Olip wurde mehr als zwei Monate lang verhört und gefoltert; dabei wurden ihr auch einige Zähne ausgeschlagen. Sie sah im Gestapogefängnis, wie andere Häftlinge, die geschlagen worden waren, herausgetragen wurden. Ihre erpressten Geständnisse führten zu zahlreichen Verhaftungen; aufgrund ihrer Sprachschwierigkeiten – sie verstand kaum Deutsch und erhielt keinen Dolmetscher – gerieten zahlreiche Entstellungen in das Verhörprotokoll. Als ihr kurz vor dem Prozess die Anklageschrift vorgelegt wurde, distanzierte sie sich von zahlreichen Aussagen, die sie nie gemacht hatte. Sie sah Weinzierl, dessen Hand an einen Fuß angekettet worden war. 
Maria Olip wurde vom Volksgerichtshof unter Roland Freisler am 12. April 1943 in Klagenfurt unter den Hauptangeklagten als einzige Frau zum Tod verurteilt und am 29. April 1943 im Landesgericht Wien hingerichtet. „So ein schöner Tag draußen und ich werde sterben müssen“ sagte sie nach der Verhandlung. 
In ihrem Abschiedsbrief an ihren Mann Max Olip vom 29. April 1943 schrieb sie:
„Mein lieber Max! Ich schreibe dir die letzten paar Worte und grüße dich noch recht schön. Ich schick dir die letzten Grüße aus meinem traurigen Herzen. Ich bitt dich, lieber Max, verzeihe mir, wenn ich dich je beleidigte, ich verzeihe dir alles, ich bitte dich, komme bald nach mir, damit wir wieder zusammenleben werden in der Ewigkeit. Mein Leben ist schon beendet, es ist mir nicht mehr lange Zeit in Aussicht gestellt. Lieber Max, bald hat unser Leben ein Ende genommen, schön war es auf der Erde, möglicherweise wird es auch in der Ewigkeit schön sein, ich bitte dich, komme bald mir nach[...]“

## Gedenken
Maria Olip wurde im Ehrenhain der Gruppe 40 im Wiener Zentralfriedhof bestattet, wurde im November  1949 exhumiert und in Zell-Pfarre beigesetzt, wo eine Gedenktafel an der Kirche an sie erinnert.
Im ehemaligen Hinrichtungsraum des Landesgericht für Strafsachen Wien ist ihr Name auf der Gedenktafel für die Opfer der NS-Justiz aufgeführt.